# Karl Glossy
Karl Glossy,  född den 7 mars 1848 i Wien, död där den 9 september 1937, var en österrikisk litteraturhistoriker.
Glossy, som 1889–1904 var direktor för Wiens stadsbibliotek och historiska museum, var verksam som kulturhistorisk författare och utgivare, särskilt av arbeten rörande sin födelsestad. Han utgav jämte August Sauer Ferdinand Raimunds dramer och Grillparzers Briefe und Tagebücher (Brev och dagböcker) (1903) samt ensam Joseph Schreyvogels Tagebücher (samma år). Från 1891 redigerade Glossy Jahrbuch der Grillparzer-Gesellschaft och han var även utgivare av Oesterreichische Revue. Han skrev också Zur Geschichte der Theater Wiens, I–II (1919–1920).